# Institut français Hamburg

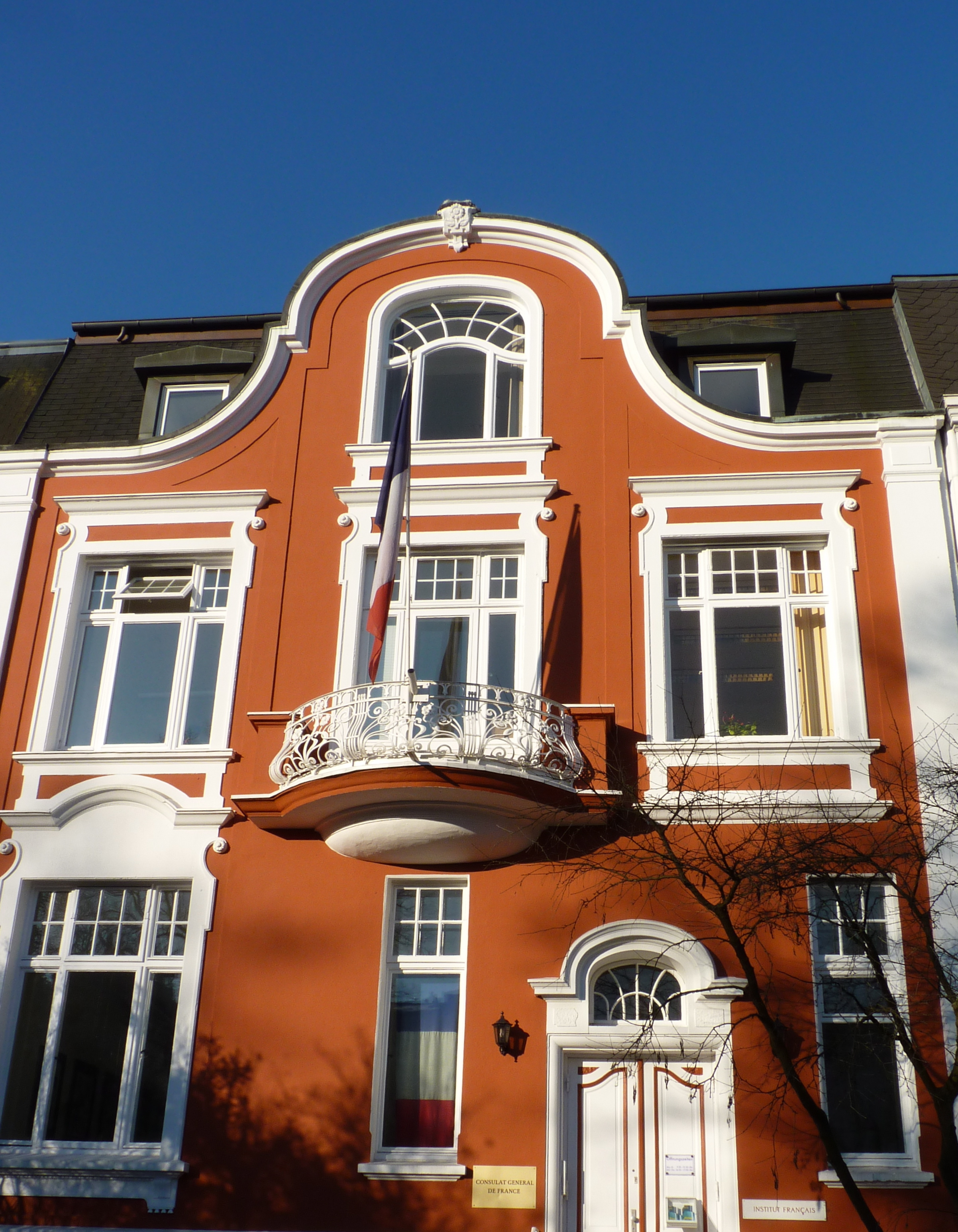
Institut français Hamburg

Institut français Hamburg

Das Institut français Hamburg ist die offizielle französische Kulturvertretung in Hamburg und Teil des Netzwerks der dem französischen Außenministerium unterstehenden Institutionen mit mehr als 200 Einrichtungen weltweit. Es bietet unter anderem Sprachkurse für ungefähr 800 Sprachschüler, Infomaterial zu deutsch-französischen Organisationen und kostenlose Beratung zu Französischkursen, Diplomen und zur Kooperation mit Schulen und Universitäten an, verfügt über eine Mediathek und organisiert Kulturveranstaltungen.

## Geschichte
Das Institut français Hamburg wurde 1951 vom damaligen französischen Botschafter in Deutschland, André François-Poncet, gegründet. Diese Kultureinrichtung sollte die friedlichen deutsch-französischen Beziehungen nach dem Zweiten Weltkrieg fördern. Es befindet sich damals wie heute in der Heimhuder Straße 55, wo mittlerweile auch das französische Konsulat seinen Sitz hat. 2009 fusionierte das Institut français Hamburg mit 10 anderen französischen Kulturinstituten in Deutschland und ist jetzt Teil des Institut français d'Allemagne.
Liste der Direktoren des Institut français Hamburg
| 1951–1952 | Pierre Letellier      |
| 1952–1955 | Henri Grange          |
| 1955–1958 | Marc Pieyre           |
| 1958–1960 | Michel Foucault       |
| 1960–1964 | Jean-Louis Gardies    |
| 1964–1968 | Jean Beaulieu         |
| 1968–1971 | Pierre Moortgat       |
| 1971–1974 | André Meyer           |
| 1974–1980 | Jean-Loup Puginier    |
| 1980–1983 | Claude Kiefer         |
| 1983–1988 | Didier Deschamps      |
| 1988–1990 | Jean-Pierre Armengaud |
| 1990–1996 | Denis Evesque         |
| 1996–1998 | Jean-Louis Pujol      |
| 1998–1998 | Jean-Marie Fèvre      |
| 1998–2000 | Jean-Jaques Victor    |
| 2000–2001 | Nicole Parfait        |
| 2001–2003 | Patrick Juré          |
| 2003–2004 | Stéphane Paris        |
| 2004–2006 | Claude Crouail        |
| 2006–2010 | Jean-Pierre Tutin     |
| 2010–2013 | Sylvie Massière       |
| 2013–2016 | Serge Lavroff         |
| 2016–2022 | Laurent Toulouse      |
| 2022–     | Valérie Lübken        |

Seit 2004 leitet der französische Generalkonsul gleichzeitig das Institut français Hamburg.

## Kulturarbeit

### Musik
Die musikalischen Gäste, die es in die Hansestadt holt, kommen aus den unterschiedlichsten Sparten. So spielten beispielsweise das Orchestre de Paris, der Komponist Yann Tiersen und der Pianist Philippe Bianconi in Hamburg. Darüber hinaus traten die Gruppen Caravan Palace (Elektro-Swing), Nouvelle Vague (Cover/Bossa Nova), Phoenix (Indiepop), Cocoon (Pop/Folk) und das Hamburger Chanson-Duo Nathalie und Natalie auf. Auch die Sängerin Berry (Pop/Chanson), der HipHop-Künstler Soprano, und der algerische Raï-Sänger Khaled lud das Institut français nach Hamburg ein. Außerdem organisierte es die Fête de la Musique und das bretonische Fest Noz in der Hansestadt. Für Kinder gab es beispielsweise das literarische Konzert „Spaß mit Chopin“, das in Zusammenarbeit mit den Hamburger Kammerspielen organisiert wurde.

### Debatten und Vorträge
Das Institut veranstaltet Debatten und Vorträge zu aktuellen Themen, die von Spezialisten auf Deutsch oder Französisch gehalten werden. In der Vergangenheit gab es unter anderen folgende Themen: „Der Vertrag von Lissabon ist in Kraft: was ändert sich für die Unionsbürger?“ „Das innerstädtische Großprojekt Lyon Confluence - HafenCity à la française?“ „Begleitete Kinder und politisch mündische Bürger: Das Bildungssystem Frankreichs – von der Maternelle bis zur Hochschule“ und „Kultur des Weins“.

### Film
Im Bereich Film ist das Institut français ebenfalls sehr aktiv. Einige Filme werden kostenlos in den eigenen Räumlichkeiten gezeigt, die meisten anderen im benachbarten Abaton-Kino. In letzter Zeit waren das zum Beispiel „Bienvenue chez les Ch'tis“, „Le Concert“, „Le petit Nicolas“ oder „La tête en friche“ („Das Labyrinth der Wörter“). Zur Vorführung von „Hérisson“ („Die Eleganz der Madame Michel“) war die Schauspielerin Josiane Balasko anwesend, zur Vorpremiere von „Gainsbourg – Vie héroïque“ („Gainsbourg – Der Mann, der die Frauen liebte“) der Regisseur und Drehbuchautor Joann Sfar. Das Institut beteiligt sich außerdem regelmäßig am Festival Cinéfête, in dessen Rahmen ausgewählte französische Filme mit deutschem Untertitel gezeigt werden. Auch am Filmfest Hamburg wirkt es mit.

### Bühne
Unter anderem wurde eine Einführungsveranstaltung mit Beteiligten der Oper „Iphigénie en Tauride“, aufgeführt an der Hamburgischen Staatsoper, vom Institut français mitorganisiert, das Stück „BigBang“ des französischen Erfolgsregisseurs Philippe Quesne wurde nach Hamburg geholt uvm.

### Bildende Kunst
Das Institut half zum Beispiel dabei, ein Rahmenprogramm für die Matisse-Ausstellung des Bucerius Kunst Forums 2009 auf die Beine zu Stellen oder die Ausstellung des französischen Künstlers Youssef Tabti zu organisieren.

### Prominente Gäste
Weitere prominente Gäste des Institut français waren der ehemalige französische Kultusminister Jack Lang, der Bürgermeister von Marseille, Jean-Claude Gaudin. In Kürze wird Claire Doutriaux, die Produzentin der Arte-Sendung „Karambolage“ in Hamburg sein.

## Sprachkurse
Sprachkurse zu geben ist eine der Kernaufgaben des Institut français Hamburg. Sie richten sich nach dem „Gemeinsamen europäischen Referenzrahmen für Sprachen“ des Europarats und seinen sechs Kompetenzstufen (A1-C2). Zum Belegen von Französischkenntnissen können Sprachzertifikate erworben werden, DELF-Zertifikate von Niveau A1 bis Niveau B2 („Diplôme d'Etudes en langue française“) und DALF-Zertifikate für die Niveaus C1 und C2 („Diplôme approfondi de langue française“). Weitere Zertifikate, die das Institut anbietet, sind das DELF Prim, ein Sprachnachweis für Kinder von 8 bis 12, das DELF Pro, das berufsrelevante Französischkenntnisse bescheinigt sowie die Diplome der Pariser Industrie- und Handelskammer (CCIP), die fachsprachliche Kenntnisse bezeugen. Mit dem „Test de connaissance du français (TCF)“ kann jeder sein Sprachniveau bewerten lassen.
Das Kursangebot ist sehr vielfältig, es gibt Einzel- und Gruppenkurse, allgemein- und fachsprachliche Kurse, wöchentlich stattfindende oder Intensivkurse, Kurse für Privatpersonen oder Unternehmen. An die Niveaustufe angepasst werden Wortschatz, Grammatik und mündlicher sowie schriftlicher Ausdruck geübt. Themenbeispiele für fachsprachliche Kurse: Wirtschafts- und Verhandlungsfranzösisch, Französisch für den Tourismus-Bereich, Bürokommunikation auf Französisch, interkulturelles Training... Alle Sprachkurse werden von qualifizierten Muttersprachlern abgehalten.

## Mediathek
Die sich im Institut befindende Mediathek verfügt über etwa 7000 Medien in Französischer Sprache, darunter DVDs und CDs, zeitgenössische Literatur, Zeitungen und Zeitschriften, Fachliteratur zu gesellschaftskundlichen Themen sowie Comics. Alle Titel sind im Onlinekatalog zu finden. Der Bestand wird regelmäßig aktualisiert. Die Mediathek hat von Montag bis Freitag geöffnet, eine Mitgliedschaft ist kostenlos.

## Zusammenarbeit mit Schulen
Das Institut français Hamburg arbeitet eng mit Schulen und den lokalen Schulbehörden in Hamburg, Schleswig-Holstein und Mecklenburg-Vorpommern zusammen. Es ist beispielsweise Mitorganisator des jährlich stattfindenden Festivals „Cinéfête“, das vor allem Schülern das französische Kino und die französische Sprache näherbringen soll. Außerdem kümmert es sich um den „Prix des lycéens allemands“ und dessen feierliche Verleihung auf der Leipziger Buchmesse. Darüber hinaus veranstaltet es den Wettbewerb „Francomusiques“, der Schüler dazu auffordert, einen eigenen Song in französischer Sprache zu schreiben sowie das alle zwei Jahre stattfindende Projekt „Francomics“, in dessen Rahmen Schüler ihren französischen Lieblingscomic auswählen und ihre Entscheidung kreativ begründen sollen. Außerdem feiert das Institut français den „deutsch-französischen Tag“ sowie den „Tag der Frankophonie“. 2010 und 2011 lud es zu diesem Anlass mehr als 300 Schüler verschiedener Hamburger Schulen ins Hamburger Völkerkundemuseum ein. Es unterstützt darüber hinaus Städte- und regionale Partnerschaften, arbeitet eng mit der Vereinigung der Französischlehrerinnen und -lehrer zusammen, veranstaltet Lehrerfortbildungen zu verschiedenen Themen und stellt pädagogisches Material zur Verfügung.

### FranceMobil
Es besteht eine Zusammenarbeit zwischen dem Institut français und dem Projekt FranceMobil, dem Gegenstück zu DeutschMobil. Die Initiative wurde von der französischen Botschaft in Deutschland und der Robert Bosch Stiftung ins Leben gerufen. Der Referent für Hamburg, Schleswig-Holstein und Mecklenburg-Vorpommern bereist Schulen und bringt den Schülern die französische Sprache auf spielerische Art und Weise näher.

## Hochschulkooperation
Das Bureau de Coopération Universitaire des Institut français Hamburg ist für die Intensivierung der Hochschulbeziehungen zwischen Frankreich und Norddeutschland zuständig und kümmert sich um die Bundesländer Hamburg, Bremen, Schleswig-Holstein, Mecklenburg-Vorpommern und Niedersachsen. Es arbeitet mit der Deutsch-Französischen Hochschule zusammen, fördert deutsch-französische Doppeldiplome und berät Studieninteressierte zu bestehenden Studiengängen.

## Einzelnachweis
1. ↑  Hans-Juergen Fink: "Hamburg ist sehr französisch". In: Hamburger Abendblatt vom 6. Januar 2012, S. 10

Koordinaten: 53° 34′ 3,1″ N, 9° 59′ 32,1″ O